# Mistrzostwa Europy w Boksie 1965
XVI Mistrzostwa Europy w Boksie (mężczyzn) odbyły się w dniach 22–29 maja 1965 w Berlinie (NRD). Walczono w 10 kategoriach wagowych. Startowało 172 uczestników z 24 państw, w tym dziesięciu reprezentantów Polski.

## Medaliści

### Waga musza
| Złoto              | Srebro                   | Brąz                                              |
| ------------------ | ------------------------ | ------------------------------------------------- |
| Hans Freistadt RFN | Hubert Skrzypczak Polska | Constantin Ciucă Rumunia · John McCluskey Szkocja |

### Waga kogucia
| Złoto               | Srebro             | Brąz                                     |
| ------------------- | ------------------ | ---------------------------------------- |
| Oleg Grigorjew ZSRR | Jan Gałązka Polska | Nicolae Gîju Rumunia · Horst Rascher RFN |

### Waga piórkowa
| Złoto                      | Srebro               | Brąz                                       |
| -------------------------- | -------------------- | ------------------------------------------ |
| Stanisław Stiepaszkin ZSRR | Brunon Bendig Polska | Wolfgang Hübner NRD · Ken Buchanan Szkocja |

### Waga lekka
| Złoto                    | Srebro                | Brąz                                            |
| ------------------------ | --------------------- | ----------------------------------------------- |
| Wilikton Barannikow ZSRR | Józef Grudzień Polska | James McCourt Irlandia · Antoniu Vasile Rumunia |

### Waga lekkopółśrednia
| Złoto              | Srebro                 | Brąz                                         |
| ------------------ | ---------------------- | -------------------------------------------- |
| Jerzy Kulej Polska | Preben Rasmussen Dania | Ermanno Fasoli Włochy · Rupert König Austria |

### Waga półśrednia
| Złoto                 | Srebro               | Brąz                                             |
| --------------------- | -------------------- | ------------------------------------------------ |
| Ričardas Tamulis ZSRR | Luigi Patruno Włochy | Detlef Dahn NRD · Vladimír Kučera Czechosłowacja |

### Waga lekkośrednia
| Złoto               | Srebro                 | Brąz                                        |
| ------------------- | ---------------------- | ------------------------------------------- |
| Wiktor Agiejew ZSRR | Angeł Dojczew Bułgaria | Anton Schnedl Austria · Mario Casati Włochy |

### Waga średnia
| Złoto                     | Srebro                  | Brąz                                              |
| ------------------------- | ----------------------- | ------------------------------------------------- |
| Walerij Popienczenko ZSRR | William Robinson Anglia | Lucjan Słowakiewicz Polska · Wolfgang Trodler NRD |

### Waga półciężka
| Złoto                | Srebro           | Brąz                                       |
| -------------------- | ---------------- | ------------------------------------------ |
| Danas Pozniakas ZSRR | Peter Gerber RFN | Bernd Anders NRD · Béla Horváth Szwajcaria |

### Waga ciężka
| Złoto                   | Srebro                | Brąz                                               |
| ----------------------- | --------------------- | -------------------------------------------------- |
| Aleksandr Izosimow ZSRR | Kirił Pandow Bułgaria | Dušan Rybanský Czechosłowacja · Ernő Szénási Węgry |

## Występy Polaków
- Hubert Skrzypczak (waga musza) wygrał w eliminacjach z Miroslavem Morávkiem (Czechosłowacja), w ćwierćfinale z Władimirem Łarionowem (ZSRR), w półfinale z Constantinem Ciucą (Rumunia), a w finale przegrał z Johannem Freistadtem (RFN) zdobywając srebrny medal
- Jan Gałązka (waga kogucia) wygrał w eliminacjach z Saddatinem Incescu (Turcja), w ćwierćfinale z Bronislavem Petriciem (Jugosławia), w półfinale z Hostem Rascherem (RFN), a w finale przegrał z Olegiem Grigorjewem (ZSRR) zdobywając srebrny medal
- Brunon Bendig (waga piórkowa) wygrał w eliminacjach z Kennethem Israelssonem (Szwecja), w ćwierćfinale z Constantinem Stanevem (Rumunia), w półfinale z Wolfgangiem Hübnerem (NRD), a w finale przegrał z Stanisławem Stiepaszkinem (ZSRR) zdobywając srebrny medal
- Józef Grudzień (waga lekka) wygrał w eliminacjach z Bruno Meggiolaro (Włochy), w ćwierćfinale z Harrimm Piitulainenem (Finlandia), w półfinale z Antoniu Vasile (Rumunia), a w finale przegrał z Wiliktonem Barannikowem (ZSRR) zdobywając srebrny medal
- Jerzy Kulej (waga lekkopółśrednia) wygrał w eliminacjach z Johnem Hawkinsem (Anglia) i z Istvánem Tóthem (Węgry), w ćwierćfinale z Jewgienijem Frołowem (ZSRR), w półfinale z Ermanno Fasolim (Włochy) i w finale z Prebenem Rasmussenem (Dania) zdobywając złoty medal
- Leszek Ciuka (waga półśrednia) wygrał w eliminacjach z Harmanem Schregardusem (Holandia), a w ćwierćfinale przegrał z Ričardasem Tamulisem (ZSRR)
- Józef Grzesiak (waga lekkośrednia) wygrał w eliminacjach z Klausem Kellnerem (RFN), a w ćwierćfinale przegrał z Angełem Dojczewem (Bułgaria)
- Lucjan Słowakiewicz (waga średnia) wygrał pierwszą walkę w ćwierćfinale z Ferencem Schrickiem (Węgry), a w półfinale przegrał z Walerijem Popienczenką (ZSRR) zdobywając brązowy medal
- Stanisław Dragan (waga półciężka) wygrał w eliminacjach z Františkiem Poláčkiem (Czechosłowacja), a w ćwierćfinale przegrał z Peterem Gerberem (RFN)
- Ludwik Denderys (waga ciężka) przegrał pierwszą walkę w ćwierćfinale z Dušanem Rybanským (Czechosłowacja)